# Gérard Denizeau
Gérard Denizeau est historien d'art, musicologue et écrivain français, né le 25 octobre 1953.

## Biographie
Gérard Denizeau a été professeur dans le cycle secondaire (1978, Lons-le-Saunier), maître de conférences à l'Université de Lorraine (1984), professeur au département de musicologie du CNED-Paris IV (1992) et au Pôle d'Enseignement Supérieur Artistique CRR-Paris IV (2004).
Il réalise une thèse sur l'œuvre peinte de Jean Lurçat (1989, Sorbonne Paris IV) dont il a dressé le catalogue raisonné.
Il s’est spécialisé dans l’étude des rapports pluridisciplinaires dans l’expérience artistique, y consacrant son habilitation à diriger les Recherches (2000, UL) et s’appliquant à proposer – sous le signe d’une approche iconographique, esthétique, historique, épistémologique, analytique – l’étude dissociée, puis simultanée, des activités visuelles, verbales et sonores, principe fusionnel entré dans le domaine de la pensée à la fin du XIXe siècle. Sa réflexion sur les grandes déterminations chronologiques (Antiquité, haut Moyen Âge et art roman, Âge gothique, Renaissance et maniérisme, déferlement baroque, résistance classique, maturité européenne, néoclassicisme et romantisme, grandes mutations et temps contemporain) le conduit ainsi à solliciter mythes grecs, numérique médiévale, ruptures quattrocentistes, turbulences baroques, alliances plastico-musicales du XXe siècle… « Par l’ampleur de sa démarche, sa méthodologie et la nouveauté de son approche pluridisciplinaire », cette recherche offre un regard inédit et « lourd de concepts nouveaux »  sur le dialogue plusieurs fois millénaire des expressions sensibles.
Gérard Denizeau a également produit plusieurs émissions pour France Culture en 1992-1993 (Profils perdus - Une vie, une œuvre…).
Depuis de nombreuses années, il consacre une partie importante de son activité d’auteur sur les beaux-arts, la musique ou encore le patrimoine, français et mondial.

## Ouvrages
- Paris 1874 Invention de l’impressionnisme, Paris, Larousse, 2024  (ISBN 978-2-03-605857-6)
- Picasso à travers ses œuvres, Paris, Larousse, 2023  (ISBN 978-2-0-3605122-5)
- Art disruptif, Andy Warhol et Jean-Michel Basquiat, Paris, Larousse, 2023  (ISBN 978-2-03-605114-0)
- Les Peintres de l'orientalisme, Paris, Larousse, 2023  (ISBN 978-2-03-604693-1)
- Manet, Paris, Larousse, 2023  (ISBN 978-2-03-604692-4)
- 100 châteaux de France à couper le souffle, Paris, Larousse, 2022  (ISBN 978-2-03-595838-9)
- Les plus belles natures mortes, Paris, Larousse, 2022  (ISBN 978-2-03-602684-1)
- Vincenzo Bellini, Paris, Bleu Nuit, 2022  (ISBN 978-2-35884-122-1)
- Antoni Gaudí, Paris, Larousse, 2022  (ISBN 978-2-03-602469-4)
- Paris des peintres, Paris, Larousse, 2021  (ISBN 978-2-03-600063-6)
- Les peintres de la Bretagne, Paris, Larousse, 2021  (ISBN 978-2-03-600063-6)
- Les grands scandales de la peinture, Paris, Larousse, 2020  (ISBN 978-2-03-599340-3)
- James Tissot, Paris, Larousse, 2020  (ISBN 978-2-03-598001-4)
- Grandes Misterios de la pintura, Barcelone, Rosa Sensat, 2020  (ISBN 978-84-18100-43-7)
- Marile Mistere ale picturii, Bucarest, RAO Distributie, 2020  (ISBN 978-606-006-374-2)
- Grandes Misterios de la pintura, Mexico, Renacimiento, 2020  (ISBN 978-607-21-2360-1)
- Краткая история искусств, Бомбора, Москва, 2019  (ISBN 978-5-04-088825-2)
- Les grands mystères de la peinture, Larousse, Paris, 2019  (ISBN 978-2-03-597967-4)
- Theo Dòng Lịch Sử Nghệ Thuật, Nhã Nam, 2019  (ISBN 978-604-55-3804-3)
- Opéra de Paris, toute une histoire, avec Jérémie Rousseau, Larousse, Paris, 2019  (ISBN 978-2-03-597969-8)
- Carl Maria von Weber, Bleu Nuit, Paris, 2019  (ISBN 978-2-35884-087-3)
- Vous allez enfin aimer la musique classique, Larousse, Paris, 2018  (ISBN 978-2-03-595764-1)
- Héros et légendes expliqués par la peinture, Paris, Larousse, 2018  (ISBN 978-2-03-596318-5)
- 达芬奇手稿 [法 Léonard de Vinci, le génie visionnaire], CIP, Beijing, 2018  (ISBN 978-7-5537-8531-8)
- Mythique Venise, Paris, Larousse, 2018  (ISBN 978-2-03-596307-9)
- Zapping de la musique (avec Ludovic Florin et Pierre Mikailoff), Paris, Larousse, 2018  (ISBN 978-2-03-595473-2)
- Paul Cézanne, Paris, Larousse, 2018 (ISBN 978-2-03-595469-5)
- Peindre la musique, Berlin, Muse, 2017 (ISBN 978-620-2-29074-6)
- Die Bibel in Bildern, Darmstadt, Lambert Schneider, 2017  (ISBN 978-3-650-40152-6)
- Rome, source de notre civilisations, Bruxelles, Actium, 2017
- La Mythologie expliquée par la peinture, Paris, Larousse, 2017  (ISBN 978-2-03-594171-8)
- BIBLE v obrazech světových malířů, Prague, Alpress, 2017  (ISBN 978-80-7543-102-8)
- Leonardo da Vinci Geniální vizionář, Prague, Alpress, 2017  (ISBN 978-80-7543-428-9)
- Jeanne d'Arc, une héroïne française (avec Aurélien Denizeau), Bruxelles, Actium, 2017
- Das grosse Leonardo da Vinci Buch, Stuttgart, Theiss, 2017 (ISBN 978-3-8062-3551-7)
- Les 100 œuvres d'art qu'il faut avoir vues, Paris, Larousse, 2017  (ISBN 978-2-03-594187-9)
- La grande histoire des tsars de Russie (avec Aurélien Denizeau), Bruxelles, Actium, 2017
- Edgar Degas, Paris, Larousse, 2017  (ISBN 978-2-03-593626-4)
- De Bijbel in schilderijen, Antwerpen, Davidsfonds, 2017 (trad. Hans E. van Riemsdijk)  (ISBN 978-90-435-2821-4)
- Les plus belles œuvres de Camille Pissarro, Paris, Larousse, 2017  (ISBN 978-2-03-593279-2)
- Les Impressionnistes, Paris, Larousse, 2017  (ISBN 978-8-83-153622-6)
- Biblia in pictura universala, Bucarest, Rao, 2017  (ISBN 978-606-776-106-1)
- La Bibbia attraverso la pittura, Milan, Paoline, 2016  (ISBN 978-8-83-154744-4)
- Léonard de Vinci, le génie visionnaire, Paris, Larousse, 2016  (ISBN 978-2-03-592914-3)
- Jean Lurçat, l'Éclat du Monde, Angers, éditions 303, 2016  (ISBN 979-10-93572-18-5)
- Le zapping de l'histoire des arts, Paris, Larousse, 2016  (ISBN 978-2-03-592808-5)
- Le Mont-Saint-Michel (avec Aurélien Denizeau), Bruxelles, Actium, 2016
- Jean Lurçat, Le Chant du Monde, Paris, Somogy, 2015  (ISBN 978-2757209967)
- Jean Lurçat, Le Chant du Monde, version anglaise (Emma Lingwood), Paris, Somogy, 2015  (ISBN 978-2757210307)
- L’aventure des Cathédrales, Paris, Larousse, 2015  (ISBN 978-2035923455) [10]
- La Bible expliquée par la peinture, Paris, Larousse, 2015  (ISBN 978-2035923509)
- Paris d’un siècle à l’autre, Paris, Larousse, 2015  (ISBN 978-2035923530)
- Les grands courants artistiques, de la Renaissance au surréalisme, Paris, Larousse, 2015  (ISBN 978-2-03-588270-7)
- Panorama de l'art contemporain, de Jackson Pollock à Jeff Koons, Paris, Larousse, 2015  (ISBN 978-2-03-591687-7)
- Camille Saint-Saëns, (avec Jean-Luc Caron), Paris, Bleu Nuit, 2014  (ISSN 1769-2571)
- Analyses musicales  XVIIIe siècle –  L’imbroglio baroque (avec Daniel Blackstone et Cécile Denizeau), Paris, Beauchesne, 2014  (ISBN 978-2-7010-2028-0)
- Jean Lurçat, Paris, Liénart, 2013
- Panorama des grands courants artistiques, Paris, Larousse, 2013
- Granville, Paris, R & Co, 2013
- Les plus belles œuvres de Chagall, Paris, Larousse, 2013
- Dico culturel illustré du papier (avec Jean-Paul Viart), Paris, R & Co, 2013
- Yves Millecamps, tapisseries, Paris, Somogy, 2013
- Richard Wagner, Paris, Bleu Nuit, 2012  (ISSN 1769-2571)
- Découvrir Raphaël, Paris, Larousse, 2012  (ISBN 978-2-03-588789-4)
- Petit Larousse des grands chefs-d’œuvre de la peinture (avec Nadeije Laneyrie-Dagen, Philippe Dagen, Christine Peltre), Paris, Larousse, 2012.
- Domaine de Vizille, Paris, Nouvelles éditions Scala, 2012  (ISBN 978-2-35988-070-0)
- Les plus beaux sites du monde (édition augmentée), Paris, Larousse, 2012
- Van Gogh, maître de la couleur, Paris, Larousse, 2012
- Cent regards pour le Facteur Cheval, (avec Michel Thévoz, Hidehiko Nageishi, et al.)  Lyon, Fage, 2012  (ISBN 978-2-84975-254-8)
- Monet, orfèvre de la lumière, Paris, Larousse, 2012
- Découvrir Degas, Paris, Larousse, 2012  (ISBN 978-2-03-587420-7)
- Les Véristes, Paris, Bleu Nuit, 2011  (ISSN 1769-2571)
- Palais idéal du Facteur Cheval, Paris, Nouvelles éditions Scala, 2011
- Découvrir Cézanne, Paris, Larousse, 2011  (ISBN 978-2-03-586143-6)
- Panorama de l'art contemporain, Paris, Larousse, 2011
- Nouveau guide de la musique, Paris, Larousse, 2011
- Normandy, from 911 to nowadays, Paris, B de R éditions, 2011  (ISBN 978-2-3638-9001-6)
- La Normandie de 911 à aujourd’hui, Paris, B de R éditions, 2011  (ISBN 978-2-3638-9000-9)
- Découvrir Manet, Paris, Larousse, 2011  (ISBN 978-2-03-586121-4)
- Les grands courants artistiques, Paris, Larousse, 2011  (ISBN 978-2-03-586404-8)
- Chefs-d'œuvre des musées en province, Paris, Nouvelles éditions Scala, 2010
- Arts, langue et cohérence (collectif), Paris, L’Harmattan, 2010
- Serge Nigg, compositeur, OMF Paris-Sorbonne, 2010  (ISBN 2-84591-184-X) (BNF 42238951)
- La Musique au temps des arts (avec Danièle Pistone), Paris, PUPS, 2010
- Les grands compositeurs, Paris, Larousse, 2010  (ISBN 978-2-03-584338-8)
- Opération Barbarossa (traduction/adaptation), Barcelone, Osprey, 2010  (ISBN 978-84-473-6432-9)
- L'art gothique, Paris, Nouvelles éditions Scala, 2010  (ISBN 978-2-35988-021-2)
- Arts, langue et cohérence (collectif), Paris, L’Harmattan, 2010.
- L'art roman, Paris, Nouvelles éditions Scala, 2010  (ISBN 978-2-35988-018-2)
- Gioachino Rossini, Paris, Bleu Nuit, 2009  (ISSN 1769-2571)
- A zenei műfajok képes enciklopédiája, Budapest, Rózsavölgyi és Társa, 2009
- Larousse des cathédrales, Paris, Larousse, 2009
- Les 100 premières fois de l'architecture, Paris, Gründ, 2009  (ISBN 978-2-7000-2682-5)
- Les Villes de l'extrême (avec Jean-Paul Viart), Paris, Gründ, 2009
- Bornéo (avec Aurélien Denizeau), Paris, Vilo, 2008
- Le Dialogue des arts, Paris, Larousse, 2008  (ISBN 978-2-03-583669-4)
- Η παγκόσμια κληρονομιά, Athènes, Kastalia, 2007
- Denise Majorel, une vie pour la tapisserie, Aubusson, 2007
- Écrits théoriques de Jean Dewasne (Prix Thorlet de l'Institut de France), Paris, Minerve, 2007
- Larousse des plus beaux sites du monde, Paris, Larousse, 2007
- Musique et arts plastiques (collectif), Paris, PUPS, 2006, 2008, 2010, 2011
- Guide de la musique, Paris, Larousse, 2005  (ISBN 2-03-505467-2)
- Splendeurs et merveilles des monuments de France, Paris, Sélection du Reader's Digest, 2005
- Larousse des châteaux, Paris, Larousse, 2005
- André Jolivet (collectif), Paris, BNF, 2005
- Patrimonio mundial de la Unesco, una herencia para todos, Madrid, Vox, 2005  (ISBN 970-22-1272-3)
- Patrimonio mundial de la UNESCO, Barcelone, Mexico, Buenos Aires, 2005
- Le Patrimoine mondial, Paris, Larousse, 2005  (ISBN 2-03-575176-4)
- Vincenzo Bellini et la France (collectif), Lucca, Libreria Musicale Italiana, 2005
- Splendeurs et merveilles des monuments de France, (Sélection) Larousse, 2005
- Vocabulaire des arts visuels du XIXe siècle, Paris, Minerve, 2004  (ISBN 2-86931-108-7)
- Musique et arts visuels, Paris, Champion,  (ISBN 2-7453-1054-2)
- Histoire visuelle des monuments de France, Paris, Larousse, 2003
- A-Sun Wu : Monographie, Lausanne, Acatos, 2003 (avec Pascal Bonafoux & Gérard Xuriguera)
- Los Géneros Musicales, Barcelone, Robinbook, 2002  (ISBN 978-84-96924- 46-8)
- La Mutilation (roman poétique), Paris, Éditions Éclats d'Encre, 2001  (ISBN 2-914258-08-9)
- Le Dessous des notes. Voies vers l’ésosthétique (collectif), Paris, P.U.P.S., 2001
- Os géneros musicais. Para uma nova história da música, Lisbonne, Circulo de Leitores, 2000  (ISBN 972-42-2319-1)
- Sa întelegem si sa identificam genurile muzicale, Bucarest, Meridiane, 2000  (ISBN 973-33-0439-5)
- L’École de Nancy et les arts décoratifs en Europe (collectif), Metz, Serpernoise, 2000
- Isabel Michel, nuits et saisons, Paris, Larok-Granoff, 2000
- Musique et musiciens à Paris dans les années trente (collectif), Paris, Champion, 2000
- Le Livre et l’art (collectif), Paris, Somogy, 2000
- Riberzani, peintures intimes, Paris, Inard, 1999
- « De l'ombre à l'aube », Poésies à thème musical (Prix OMF-Sorbonne), PUPS, 1999 (anglais "From shadow to dawn" - japonais, "夜 明 け の 影 に")
- Vercors : « Vercors, dessinateur et graveur » (collectif), Paris, L’Harmattan, 1999
- L'œuvre peint de Jean Lurçat (catalogue raisonné), Lausanne, Acatos, 1998
- Le Visuel et le Sonore, Paris, Champion, 1998  (ISBN 2-85203-921-4)
- Comprendre et identifier les genres musicaux, Paris, Larousse, 1997  (ISBN 2-03-504110-4)
- À la découverte des plus belles routes (collectif), Paris, Minerva, 1996
- Grieg et Paris (collectif), Caen, Presses Universitaires de Caen, 1996
- Corot, Paris, Cercle d'art, 1996
- Musique et arts, Paris, Champion, 1995  (ISBN 2-85203-462-X)
- Le Symbolisme et la musique (collectif), Paris, Champion, 1995
- Chagall, Paris, Cercle d'art, 1995
- La Musique du premier romantisme, Paris, Bordas, 1993
- Les plus belles cités d'art de la France, Paris, Eclectis, 1992
- Encyclopédie de la culture française (collectif), Paris, Eclectis, 1991

## Prix et distinctions
En 2007, il a reçu le prix Thorlet de l'académie de beaux-arts pour son ouvrage consacré à Jean Dewasne.

## Vie privée
Marié à la musicologue Cécile Rose avec qui il a trois enfants,, il est le fils de l’islamologue Claude Denizeau et de Renée Mourre.